# Mantitheus taiguensis
Mantitheus taiguensis är en skalbaggsart som beskrevs av Wu och Fernando Chiang 2000. Mantitheus taiguensis ingår i släktet Mantitheus och familjen långhorningar. Inga underarter finns listade i Catalogue of Life.